# Walter Powers
Walter Powers III (n. 4 august 1946), este un basist american cel mai cunoscut ca și membru al trupei The Velvet Underground între 1970-1971.